# 潘潔
潘潔（英語：Kitty Poon Kit，1964年—），前香港政府環境局副局長。其夫是中國大陸知名學者甘陽。

## 簡歷
浙江杭州出生，1982年隨家人移居香港，先後在《明報》、《亞洲週刊》擔任記者七年。1989年到美國攻讀政治學，畢業後又在美國哥倫比亞大學修讀國際事務碩士，並獲美國國籍。
1997年返回香港，在香港中文大學擔任研究工作，並在現時公民黨主席關信基的指導下獲中文大學政治與行政學博士學位，博士論文題目「特首的雙重責任」。

## 教育
潘潔在羅格斯大學取得文學士學位、美國哥倫比亞大學國際事務碩士及香港中文大學政治與行政學系博士學位。

### 主要研究
- 香港政治過渡
- 從比較角度看政治過渡
- 亞洲國家的公共行政
- 當代中國政策制定及公營服務改革[2]

## 事業
曾任香港理工大學應用社會科學系助理教授、中國發展及研究網絡研究員，1989年間曾任《亞洲週刊》駐北京特派員。
潘洁常任香港凤凰卫视评论节目《锵锵三人行》嘉宾，以独特的女性角度来分析时事，辛辣的評論风格也让其的观点刊登在多份台湾及香港的报章杂志上，其文章主要发表于香港《信報》、香港《亚洲周刊》、香港《明报》、英文《南華早報》等等，并著有《尋找香港》一书。

## 著名事件
2010年3月10日，環境局副局長潘潔早上在香港立法會會議上表示，為加速淘汰舊型車輛，當局計劃4月起加牌費。此話令議員嘩然，業界代表批評此計劃缺乏諮詢。結果，環境局長邱騰華下午立即澄清「加牌費」並無其事。香港學者宋立功指，事件突顯副局長潘潔不熟悉香港政策審議要求、政治敏感度又低，兼與局長邱騰華溝通有問題。

## 外部參考
- 潘潔著《做香港的公民，做中國的公民》，刊載於《信報》，2005年5月26日

| 政府职务 | 政府职务                                      | 政府职务      |
| -------- | --------------------------------------------- | ------------- |
| 首任     | 香港環境局副局長 2008年7月10日至2012年6月30日 | 繼任： 陸恭蕙 |